# Svjetionik Eddystone
Eddystone Svjetionik je svjetionik koji se nalazi na opasnim stijenama Eddystone, 14 km južno od Rame Heada u Cornwallu, u Engleskoj. Stijene su potopljene ispod površine mora i sastavljene su od prekambrijskog gnajsa.
Trenutna struktura četvrta je sagrađena na lokaciji. Prvu je uništila oluja, a drugu požar. Treći, poznat i kao Smeatonov toranj, najpoznatiji je zbog povijesne važnosti za dizajn svjetionika i važnosti u razvoju betona za gradnju. Njegovi gornji dijelovi ponovno su postavljeni u Plymouthu kao spomenik. Prvi svjetionik, dovršen 1699. godine, bio je prvi svjetionik na otvorenom oceanu, iako mu je Cordouanski svjetionik prethodio kao prvi svjetionik na moru.

## Potreba za svjetlom
Stijene Eddystone su kompleks grebena otprilike 19 km JZ od Plymouth Sounda, jedne od najvažnijih pomorskih luka u Engleskoj, i na pola puta između Lizard Pointa u Cornwallu i Start Pointa u Devonu. U uvjetima jake plime su potpoljeni i slabo vidljivi, pa su ih se pomorci toliko plašili da su često plovili uz obalu Francuske kako bi izbjegli opasnost, što je rezultiralo bordolomima, ne samo lokalno, već na stijenama sjeverne obale Francuske i Kanalskih otoka. S obzirom na poteškoćama u gradnji temelja na stijenama, posebno u uvjetima plime, prošlo je puno vremena prije nego što je itko pokušao na njih postaviti svjetlosno upozorenje.

## Winstanleyev svjetionik
Prvi svjetionik na Eddystone Rocksu bio je osmerokutna drvena građevina koju je sagradio Henry Winstanley. Svjetionik je ujedno i prvi zabilježeni primjerak pučinskog svjetionika. Izgradnja je započela 1696. godine, a prvo svjetlo je bilo upaljeno 14. studenog 1698. godine. Tijekom gradnje, francuski gusar oteo je Winstanleyja i uništio dotad postavljene temelje, zbog čega je Louis XIV naredio Winstanleyjevo puštanje riječima "Francuska ratuje s Engleskom, a ne s čovječanstvom".
Svjetionik je preživio svoju prvu zimu, ali mu je bio potreban popravak, a potom je predizajniran u dvanaesterokutni vanjski izgled obložen kamenom, na drvenoj uokvirenoj konstrukciji, s osmerokutnim gornjim dijelom, kao što se može vidjeti na kasnijim crtežima ili slikama. (To daje povoda za tvrdnje da je na Eddystone Rocku bilo pet svjetionika.) Osmerokutni gornji dio (ili 'lampion') bio je 4.6 m visok i 3.4 m u promjeru, a njegovih osam prozora sastojalo se od 36 pojedinačnih staklenih ploča.
Winstanleyev toranj trajao je dok ga Velika oluja 27. studenoga 1703. nije potpuno uništila, ne ostavljajući ni traga građevini. Winstanley je bio na svjetioniku, dovršavajući dogradnju konstrukcije. Ni njemu, kao ni preostaloj petorici muškaraca u svjetioniku, nije pronađen trag.
Troškovi izgradnje i petogodišnjeg održavanja iznosili su 7.814 £ 7s.6d, a za to vrijeme od prolaznih brodova prikupljene su pristojbe u iznosu od 4.721 £ 19s.3d.

## Rudyardov svjetionik
Nakon uništenja prvog svjetionika, kapetan John Lovett uzeo je stijene u zakup, a aktom Parlamenta je dopušteno naplaćivati cestarinu prolaznim brodovima od jednog penije po toni. Naručio je od Johna Rudyarda (ili Rudyerda) projektiranje novog svjetionika u obliku stožaste drvene konstrukcije oko jezgre od cigle i betona. Okomite drvene daske koje su obložile konstrukciju postavila su dva majstora brodskih majstora i zasupala poput brodova; a cijela je konstrukcija usidrena na greben pomoću trideset i šest vijaka od kovanog željeza iskovanih kako bi se uklopile duboke rupe koje su u grebenu izrezane strojem. S tornja je prvi put zasjalo svjetlo 28. srpnja 1708. a radovi su završeni 1709. godine. Svjetlost su davale 24 svijeće. To se pokazalo trajnijim rješenjem, preživjevši gotovo pedeset godina.
U noći 2. prosinca 1755. godine zapalio se vrh fenjera, vjerojatno iskrom jedne od svijeća korištenih za osvjetljavanje svjetlosti, ili pak kroz pukotinu u dimnjaku koja je prolazila kroz fenjer iz peći u kuhinji ispod. Trojica čuvara bacali su vodu iz kante, ali su s pojačavanjem požara odvezeni na stijenu i spašeni brodom. Čuvar Henry Hall, koji je tada imao 94 godine, umro je nekoliko dana kasnije od rana zadobivenih rastaljenim olovom koje je padalo s krova. Izvještaj o ovom slučaju Kraljevskom je društvu podnio liječnik Edward Spry a olovo je sada u zbirkama Nacionalnih muzeja Škotske.

## Smeatonov svjetionik
Treći svjetionik označio je veliki korak naprijed u dizajnu takvih građevina.
Preporučen od Kraljevskog društva, građevinski inženjer John Smeaton modelirao je oblik prema hrastu, temelje i vanjsku strukturu izgrađenu od lokalnog korniškog granita, a iznutra lakši zid od vapnenca iz Portlanda. On je pionir 'hidrauličnog vapna', betona koji se stvrdnjavao pod vodom, i razvio tehniku učvršćivanja blokova pomoću zglobova golubljih repova i mramornih tipli. Izgradnja je započela 1756. godine u Millbayu a svjetlo je prvi put upaljeno 16. listopada 1759.
Smeatonov svjetionik bio je visok 18 metara, a promjer baze mu je bio 8 metara, dok je na vrhu bio promjera 5 metara. Osvijetlio ga je luster od 24 velike svijeće od loja.
Godine 1807. istekao je 100-godišnji zakup svjetionika, nakon čega su vlasništvo i upravljanje prešli na Trinity House. Godine 1810. zamijenili su luster i svijeće s 24 Argandove svjetiljke i paraboličnim reflektorima.
Godine 1841. izvršena je velika obnova, pod vodstvom inženjera Henryja Norrisa, koja je uključivala cjelovito preusmjeravanje, zamjenske spremnike za vodu i punjenje velike šupljine u stijeni blizu temelja. Godine 1845. svjetionik je opremljen novom fiksnom katadioptrijskom optikom drugog reda, koju je proizveo Henry Lepaute iz Pariza, s uljnom lampom, koja je zamijenila stare svjetiljke i reflektore. Ovo je prvi put da je izgrađena potpuno katadioptrijska velika optika (koja koristi prizme, a ne zrcala iznad i ispod leće), i prva takva instalacija u bilo kojem svjetioniku.
Smeatonov svjetionik ostao je u upotrebi do 1877. godine kada ga je erozija na stijenama ispod svjetionika tresla s jedne na drugu stranu kad god bi udarili veliki valovi. Nakon razgradnje obnovljen je na Plymouth Hoe, u Plymouthu, kao spomen. William Tregarthen Douglass nadzirao je demontažu i uklanjanje Smeatonovog tornja.
Ponovno podignut toranj na Plymouth Hoe danas je turistička atrakcija. Temelji i ostaci tornja ostali su blizu novih i čvršćih temelja sadašnjeg svjetionika - temelji su se pokazali prejakima da bi se mogli rastaviti pa su ih ostavili tamo gdje su stajali.
Replika Smeatonovog svjetionika iz 1850. godine, spomenik Hoad, stoji iznad grada Ulverstona u državi Cumbria kao spomen na pomorskog administratora Sir Johna Barrowa.

## Douglassov svjetionik
Sadašnji, četvrti, svjetionik dizajnirao je James Douglass, koristeći se razvojem Smeatonovih tehnika Roberta Stevensona. Do srpnja 1878. pripremala se nova lokacija na South Rocku (Južnoj stijeni) tijekom 3½ sata između oseke i plime ; kamen temeljac položio je 19. kolovoza sljedeće godine Nj.KV vojvoda od Edinburgha, gospodar Trinity Housea. Opskrbni brod Hercules imao je sjedište u Orestonu, sada predgrađu Plymoutha kamen je pripremljen u dvorištu Orestona i isporučen iz djela gospode Shearer, Smitha i Coa iz Wadebridgea. Toranj, koji je visok 49 metara, sadrži ukupno 1759m3 granita, s masom od 4.668 tona. Posljednji kamen postavljen je 1. lipnja 1881. godine, a svjetlost je prvi put upaljena 18. svibnja 1882. godine. Svjetionik je još uvijek u upotrebi.
Svjetionik je bio opremljen velikom (šestostranom) dvostranom rotirajućom optikom prvog reda (tj. Dvoslojnom), 12,8 12.5-foot (3.8 m) ukupno visoko, proizvela ga je Chance Brothers iz Smethwicka; svaka od šest strana optike bila je podijeljena u dvije Fresnelove ploče leća, koje su pružale karakteristiku svjetla od dva bljeska svakih trideset sekundi. Ukupno je uređaj bio visok preko 3 metra i težak preko sedam tona. U to vrijeme izuzetno visoke leće Eddystone bile su najveće koje su postojale; njihova superiorna visina postignuta je upotrebom izuzetno gustog kremenog stakla u gornjem i donjem dijelu svake ploče. Svjetionik je bio opremljen kalorijskim motorom od 0,5 KS za pogon rotacije optike. Osvjetljenje su osigurali par Douglassovih šest-fitilnih koncentričnih uljnih plamenika; Osamnaest cisterni u donjem dijelu tornja korišteno je za skladištenje do 2.660 tona (dovoljno za 9 mjeseci) ulja uljane repice, koje se koristilo kao gorivo za lampe. Za vedrih noći palila se samo svjetiljka u donjem sloju leća (proizvodila je svjetlost od 37 000 svijeća); u lošoj vidljivosti, (sudeći prema tome je li vidljiv Svjetionik na lukobranu u Plymouthu), obje su se svjetiljke koristile punom snagom, dajući svjetlost 159.600 svijeća.
Uz glavno svjetlo, iz prostorije na osmom katu tornja sjalo je i fiksno bijelo svjetlo (koristeći par Argandovih svjetiljki i reflektora) u smjeru opasnih plićina Hand Deeps. Svjetionik je također imao dva velika zvona, svaka teška po dvije tone, koja su bila obješena s obje strane galerije lampiona kako bi poslužila kao signal za maglu. Deset godina kasnije nadograđeni su upotrebom eksplozivnog signalnog uređaja za maglu, a zatim posve maknuti.
Godine 1904. lampe su zamijenjene užarenim plamenicima uljne pare. Nakon izuma sustava živine kupelji (omogućavajući da se svjetlosna optika okreće u koritu žive, a ne na valjcima), pijedestal leća je nadograđen i zamijenjen mu je pogonski mehanizam. Kasnije, 1959. godine, svjetlost je elektificirana i instalirana je trenutna manja (bi-ventil) optika četvrtog reda; istodobno je instaliran signal za maglu 'supertyfon', s kompresorima napajanim iz dizelskih generatora. Stara je optika uklonjena i donirana Pomorskom muzeju u Southamptonu (bila je izložena na Kraljevskom molu 1970-ih, ali je kasnije uklonjena u dvorište vijeća gdje su je uništili vandali).
Svjetionik je automatiziran 1982. godine, prvi svjetionik Trinity House-a na stijeni (ili dalkeo od obale) koji je preuređen. Dvije godine ranije toranj je promijenjen izgradnjom heliodroma iznad lampiona, kako bi se omogućilo pristup posadama za održavanje; helipad ima ograničenje težine od 3600 kg. Kao dio automatizacije svjetionika instaliran je novi električni signal za maglu, a metalna halogenidna žarulja za pražnjenje zamijenila je žarulju sa žarnom niti koja se ranije koristila. Svjetlost i drugi sustavi nadzirali su daljinski, u početku osoblje Trinity Housea u obližnjoj stanici za maglu Penlee Point. Od 1999. svjetionik radi na solarnu energiju.

### Danas
Toranj je visok 49 metara, a njegovo bijelo svjetlo bljeska dva puta svakih 10 sekunde. Svjetlost je vidljiva na udaljenosti od 41 km, a nadopunjuje ga Sirena za maglu od 3 eksplozije svake 62 sekunde. Pomoćno crveno sektorsko svjetlo svijetli s prozora u tornju kako bi naglasilo opasnost od grebena Hand Deeps na zapadu-sjeverozapadu. Svjetionik se sada nadgleda i kontrolira iz Operativnog kontrolnog centra Trinity House u Harwichu u Essexu.

## Reference u medijima
- Svjetionik je nadahnuo radnu pjesmicu, koji započinje s "My father was the keeper of the Eddystone light / And he slept with a mermaid one fine night / From this union there came three / A porpoise and a porgy and the other was me!".[38] Druga verzija ima četvrti stih kao "Two of them were fishes and the other was me." Postoji nekoliko verzija stihova.
- Svjetionik je korišten kao metafora stabilnosti.[39]
- U epizodi Goon Showa Deset snježnih kuglica koje su potresle svijet (1958.), Neddie Seagoon je poslan u Svjetionik Eddystone kako bi upozorio stanovnike da je Sterling s F-oštrine pao u E-stan.
- Svjetionik se slavi u pokretima otvaranja i zatvaranja apartmana Drake 400 Rona Goodwina. Glavna tema pokreta bila je izravno nadahnuta jedinstvenom svjetlosnom karakteristikom svjetionika.[40]
- Roman zasnovan na zgradi Smeatonovog svjetionika, koji sadrži mnoge detalje o gradnji, objavljen je 2005.[41]
- Svjetionik je dva puta naveden u epskom romanu Hermana Melvillea Moby Dick ; na početku 14. poglavlja, "Nantucket": "Kako stoji tamo, daleko od obale, usamljeniji od svjetionika Eddystone.", a u poglavlju 133, "Potjera - prvi dan": "Dakle, u oluji, ali napola zbunjeni Kanali samo se odmiču od podnožja Eddystonea, pobjedonosno prelazeći svojim vrhom svojim vrhom."
- Svjetionik je spomenut u kanadskom bendu Stringband "Daddy was a Ballplayer", a prati sličnu liniju kao morski krhotina.
- "Najpoznatiji od svih svjetionika", treće poglavlje Priče o svjetionicima (Norton 1965) autorice Mary Ellen Chase, posvećeno je Svjetioniku Eddystone.
- Svjetionik Eddystone korišten je za mnoge vanjske snimke filma The Phantom Light, filma iz 1935. u režiji Michaela Powella.[42]

## Počast
Dana 14. studenog 2019. Google je Google doodle logotipom proslavio 321. obljetnicu prvog osvjetljenja svjetionika Eddystone.

## Galerija
- Oblaci nad Hoeom
- Tinside Pool, Plymouth Sound
- Sunčeva svjetlost kroz sobu s lampionima
- Smeatonov toranj, sada ponovno postavljen na Plymouth Hoeom.
- Dijelovi Douglassovog svjetionika 1884. godine

## Povezzani članci
- Dodatak:Popis svjetionika u Engleskoj
- Eddystone, Googleov Bluetooth niskoenergijski svjetionik
- Svjetionik Hook, drugi najstariji svjetionik na svijetu i najstariji na Britanskom otočju